# Marie Bloching

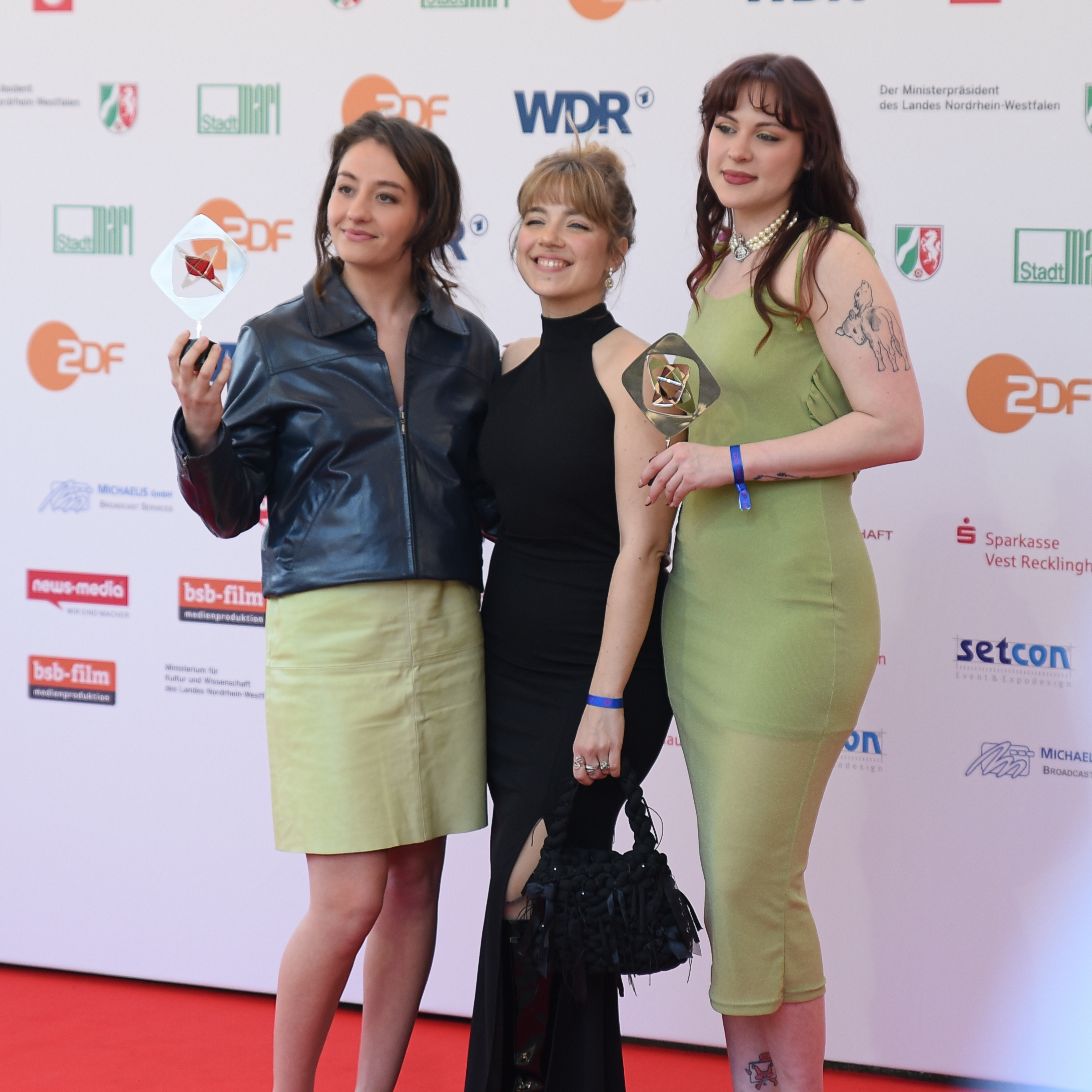
Marie Bloching (links) mit Elsa van Damke und Jana Forkel bei der Verleihung des Grimme-Preises 2025

Marie Bloching (* 1996) ist eine deutsche Film- und Theaterschauspielerin.

## Biografie
Marie Bloching besuchte seit 2016 die Otto-Falckenberg-Schule, Fachakademie für darstellende Kunst, in München. 2010 wirkte die damals 14-Jährige in dem Kurzfilm Grün mit und 2011 in dem Kurzspielfilm Stran9er in the Ni9ht von Christian Herzer. In der 2015 ausgestrahlten Folge Der Junggesellenabschied der Serie Monaco 110 war Bloching ebenso in einer Nebenrolle zu sehen wie in einer Folge der Geschichten von Utta Danella Lügen haben schöne Beine. Für ihre Rolle als Paula in Rainer Kaufmanns Fernsehfilm Das beste aller Leben wurde sie für den Günter-Strack-Fernsehpreis 2016 nominiert.
In der Filmkomödie Radio Heimat gab sie 2016 ihr Debüt im Kino. Nachdem Bloching 2017 in einer Nebenrolle im Tatort des Münchner Ermittlerduos Batic und Leitmayr Die Liebe, ein seltsames Spiel, wiederum unter der Regie von Rainer Kaufmann, mitgewirkt hatte, spielte sie 2019 die Titelrolle in Polly, einer Folge der Filmreihe Kommissarin Lucas mit Ulrike Kriener.

## Filmografie (Auswahl)
- 2010: Grün (Kurzfilm)
- 2011: Stran9ers in the Ni9ht (Kurzfilm)
- 2015: Monaco 110 (Fernsehserie, Folge Der Junggesellenabschied)
- 2015: Utta Danella – Lügen haben schöne Beine
- 2015: Das beste aller Leben (Fernsehfilm)
- 2016: Radio Heimat
- 2016: Hiatus (Kurzspielfilm)
- 2017: Tatort: Die Liebe, ein seltsames Spiel
- 2019: Kommissarin Lucas – Polly
- 2021–2024: Die Discounter (Amazon-Prime-Serie, 40 Folgen)
- 2023: MaPa (Staffel 2, 3 Folgen)
- 2024: Angemessen Angry (Von einer, die auszog, das Fürchten zu lernen) (Fernsehserie, 5 Folgen)
- 2024: Push (Fernsehserie, 2 Folgen)
- 2025: Helix (Fernsehfilm)
- 2025: Schwesterherz

## Bühne
- 2018: 9/11 Said Who, Regie Caroline Kapp, Münchner Volkstheater
- 2019: Denn wir werden uns glänzend rechtfertigen, da wir doch radikal unschuldig sind,
Regie: Janet Stornowski, Münchner Kammerspiele
- 2019: Suchers Leidenschaften: Nelly Sachs, Regie: Bernd Sucher, Lesung NS-Dokumentationszentrum (München)
- 2020: Étude for an Emergency, Regie Florentina Holzinger, Münchner Kammerspiele
- 2020: Messy History Lessons, Regie Caroline Kapp, Koproduktion Münchner Kammerspiele
- 2021: Broken Brecht, Regie: Caroline Kapp, Brechtfestival Augsburg